# Бруслинів
Брусли́нів (раніше Брусленів) — село в Україні, у Літинській селищній громаді Вінницького району  (до 2020 року Літинського району) Вінницької області. Населення становить 985 осіб.

## Історія
12 червня 2020 року, відповідно до Розпорядження Кабінету Міністрів України № 707-р «Про визначення адміністративних центрів та затвердження територій територіальних громад Вінницької області», увійшло до складу Літинської селищної громади.
17 липня 2020 року, в результаті адміністративно-територіальної реформи та ліквідації Літинського району, село увійшло до складу Вінницького району.

## Пам'ятки
- Бук європейський — ботанічна пам'ятка природи місцевого значення.

## Відомі люди
У селі 1921 року проживала дружина українського повстанського отамана Гальчевського Марія Шуматій-Гальчевська.

## Галерея

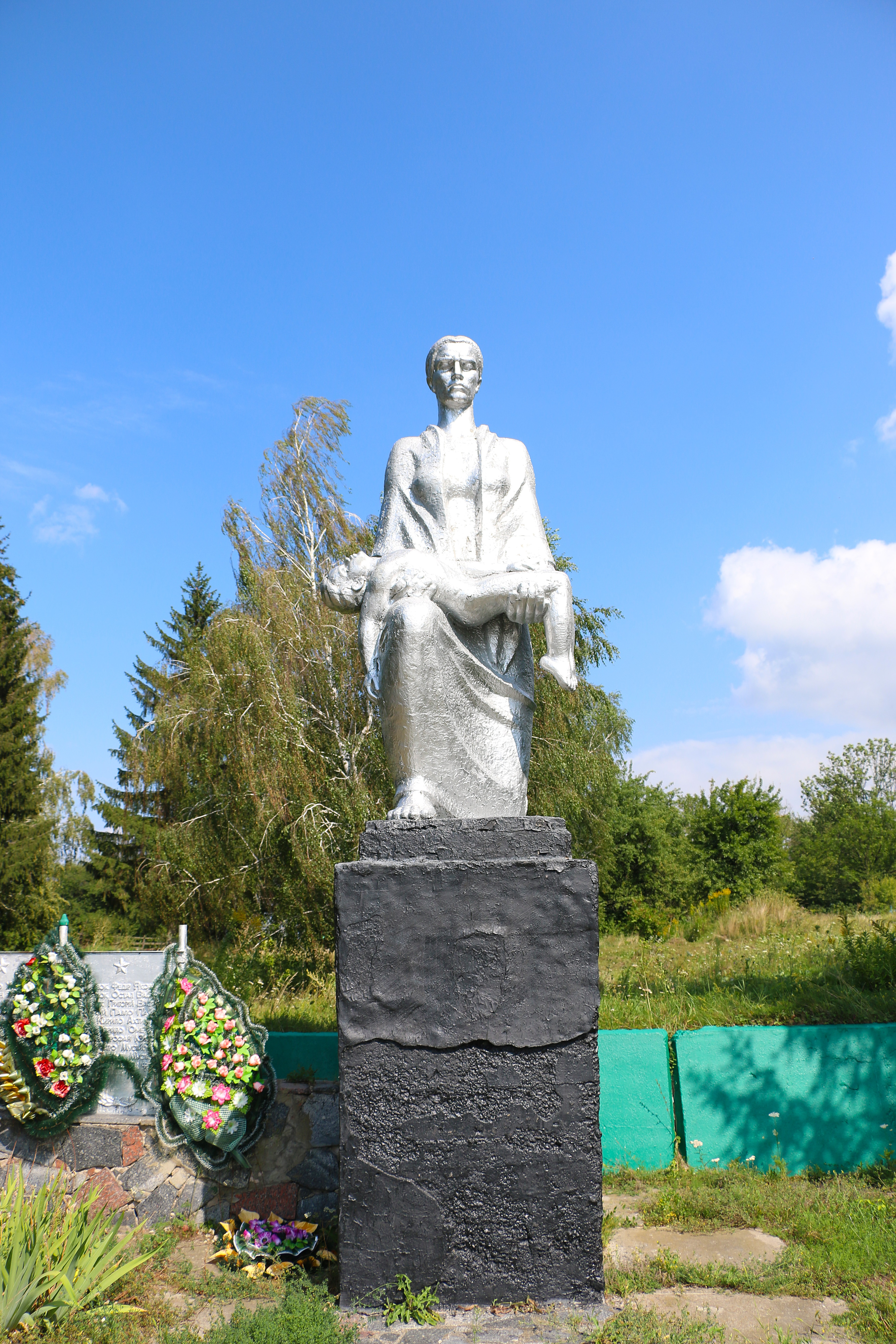
Пам'ятний знак спаленому селу
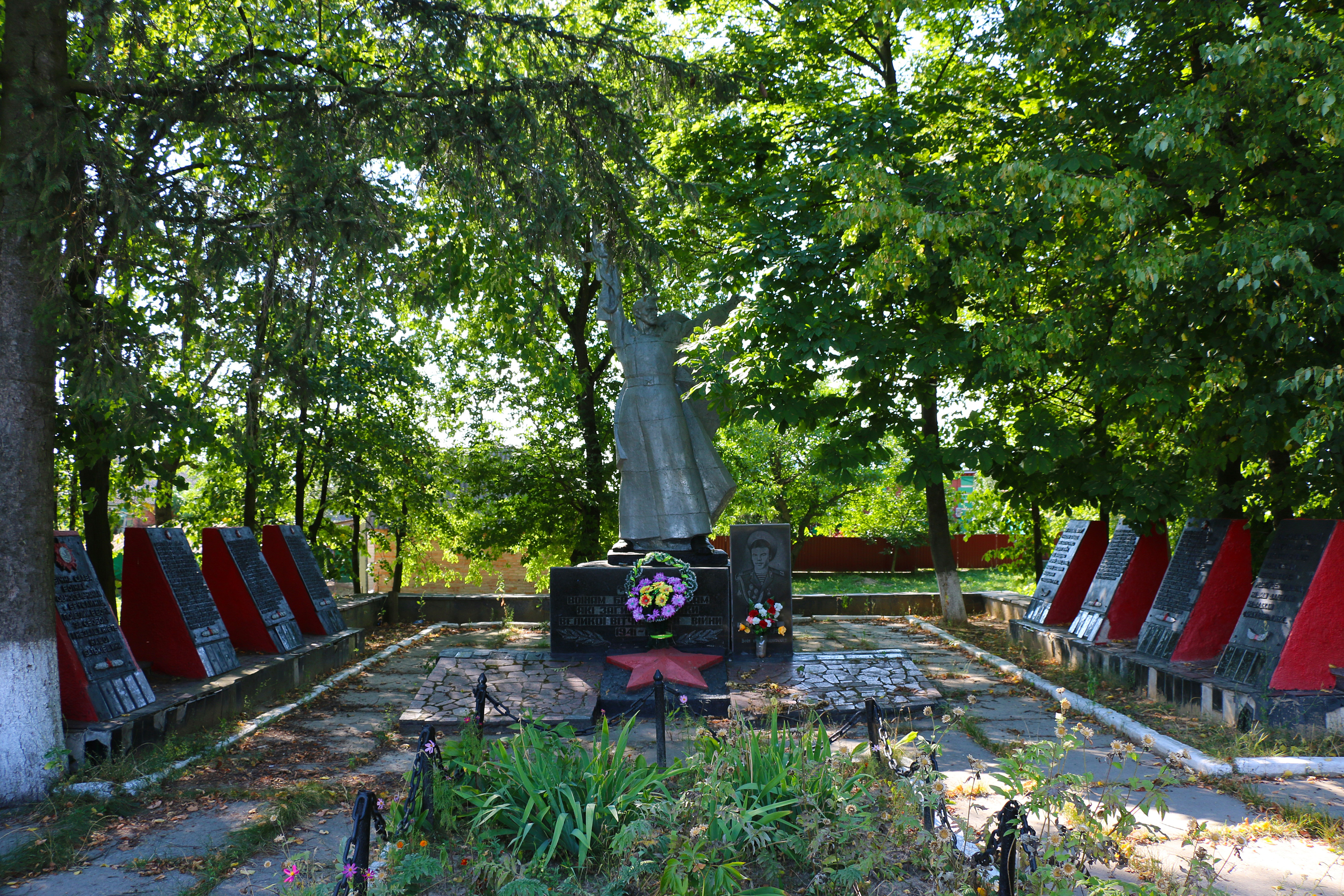
Пам'ятник воїнам-односельчанам
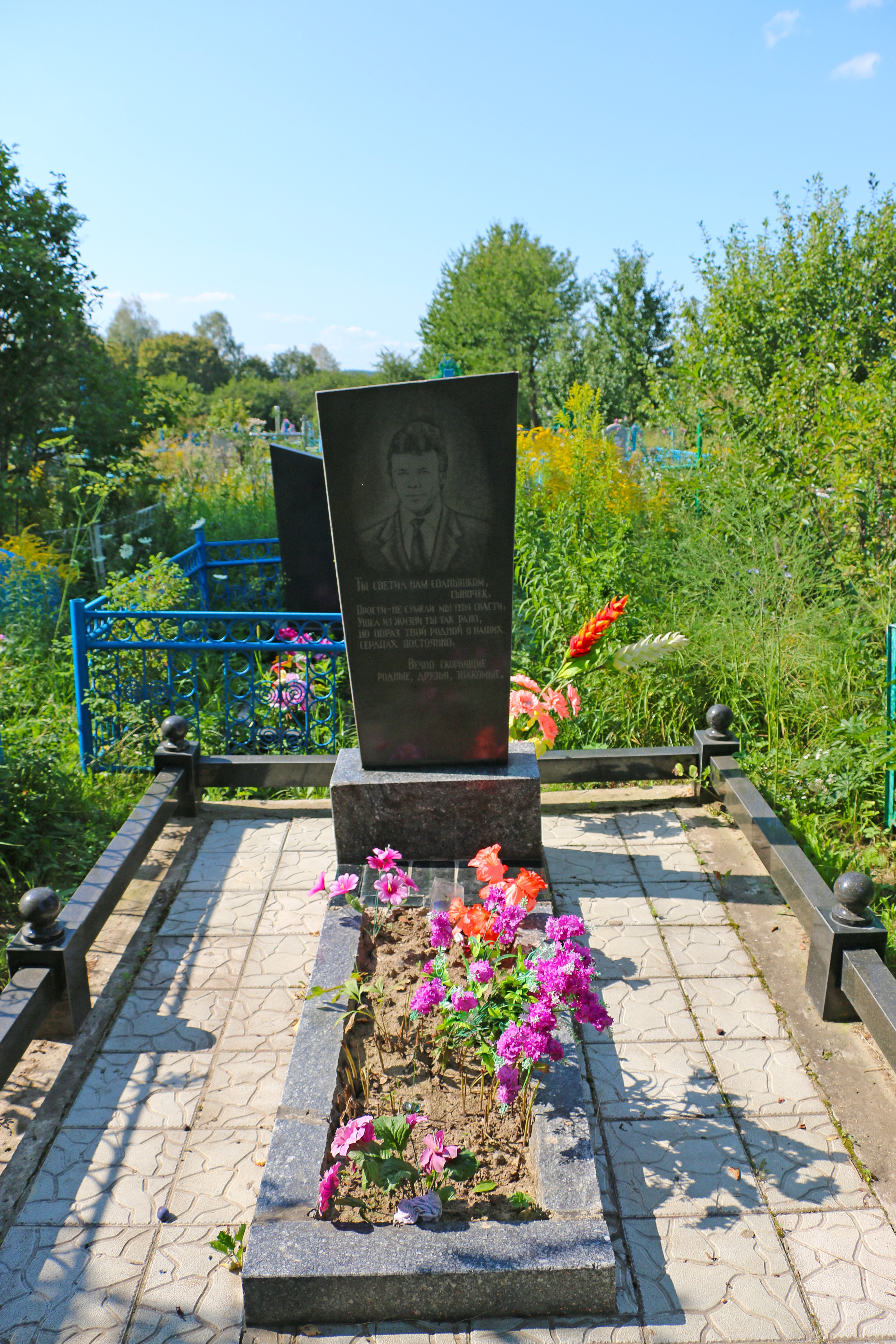
Могила Миколи Короля